# Rogatnica kolczasta
Rogatnica kolczasta (Balistapus undulatus) – gatunek morskiej ryby rozdymkokształtnej z rodziny rogatnicowatych (Balistidae).

## Występowanie
Morze Czerwone, Ocean Indyjski wzdłuż Afryki Wschodniej i Południowej, Aldabry, Madagaskaru, Maskarenów na zachodzie, po północną i południową Japonię i wyspy Ogasawara na wschodzie, oraz na południe po Wielką Rafę Koralową i Nową Kaledonię.

## Cechy morfologiczne
Ciało ciemnobrązowe lub szarofioletowe, z żółtawymi smugami po bokach, krępe, lekko bocznie spłaszczone. Dwie płetwy grzbietowe. W pierwszej znajdują się 3 promienie twarde, pierwszy i drugi blisko siebie, a trzeci oddalony. Druga rozpostarta jest na 24–27 promieniach miękkich. W płetwie odbytowej 20–24 promieni miękkich. Płetwy jasne, pomarańczowożółte.
Na bokach masywnego trzonu ogonowego znajdują się po 2 rzędy ostrych kolców skierowanych skośnie ku tyłowi. Rogatnica może tymi kolcami ranić, podobnie jak rogatnica jasnoplama.
Rogatnica kolczasta dorasta w naturze do około 30 cm, w akwariach osiąga 20–25 cm.
Jest jedną z niewielu rogatnicowatych, u których jest zauważalny dymorfizm płciowy.

## Biologia i ekologia
Występuje w wodach przybrzeżnych na głębokościach do 50 m, zwykle w pobliżu dna. Jest związana ze środowiskiem raf koralowych. Żywi się głównie roślinnością (glony i porosty), a także szkarłupniami, mięczakami, osłonicami, gąbkami i stułbiopławami. Jest rybą terytorialną.

## Znaczenie gospodarcze
Nie ma większego znaczenia w rybołówstwie. Spotykana w przyłowach sieciowych. Hodowana w akwariach morskich.

## Filatelistyka
Poczta Polska wyemitowała 1 kwietnia 1967 r. znaczek pocztowy przedstawiający Balistapus undulatus o nominale 90 gr, w serii Ryby egzotyczne. Autorem projektu znaczka był Jerzy Desselberger. Znaczek pozostawał w obiegu do 31 grudnia 1994 r..